# Ernst Müller-Hermann

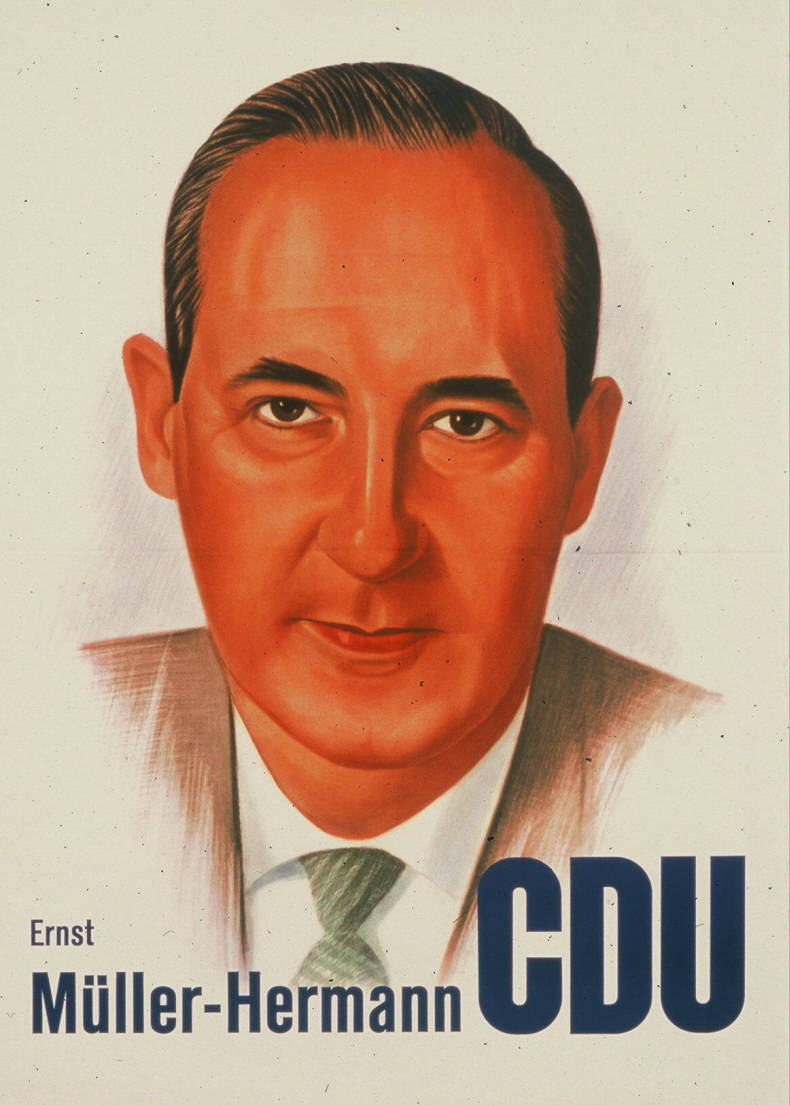
Ernst Müller-Hermann auf einem Wahlplakat zur Bundestagswahl 1961

Ernst Müller-Hermann (ursprünglich Ernst Müller; * 30. September 1915 in Königsberg; † 19. Juli 1994 in Wallgau) war ein deutscher Politiker der CDU und Journalist.

## Biografie

### Ausbildung und Beruf
Ernst Müller wollte nach dem Abitur am Friedrichs-Kollegium Diplomat werden und studierte von 1932 bis 1934 Rechtswissenschaften und Volkswirtschaftslehre an der Universität Königsberg. Das Studium musste er aber bereits 1934 wegen „nicht rein arischer Abstammung“ aufgeben; einer seiner Großväter war der jüdische Physiologe, Professor, Rektor und Ehrendoktor Ludimar Hermann (1838–1914). Er absolvierte dann eine Lehre zum Speditionskaufmann und arbeitete danach bei einem Speditions- und Schifffahrtsunternehmen zunächst in Königsberg und später in Bremen. Von 1940 bis 1945 nahm er als Soldat am Zweiten Weltkrieg, zuletzt als Oberwachtmeister, teil und wurde dreimal verwundet. In einem Lazarettzug kam er 1945 nach Bremen.
Im Mai 1945 heiratete er. Zudem nahm er nun, im Gedenken an seinen Großvater, den Namen Müller-Hermann an. Er arbeitete zunächst als Dolmetscher bei der amerikanischen Militärregierung in Bremen, betätigte sich dann als Handelsvertreter und wurde schließlich 1949 Schriftleiter des Weser-Kuriers in Bremen. Als Mitglied des Bundestages nutzte er in Bonn die Möglichkeit, sein Studium 1963 abzuschließen, und er promovierte zum Dr. rer. pol.

### Politik
Der Vertriebene Müller-Hermann gründete 1945 in Bremen eine Flüchtlingspartei. Bereits 1946 trat er zur CDU über, an deren Gründung in Bremen er sich beteiligte. Von 1946 bis 1948 war er ihr Landesgeschäftsführer, von 1968 bis 1974 ihr Landesvorsitzender.
Von 1946 bis 1952 war Müller-Hermann Mitglied der Bremischen Bürgerschaft, deren CDU-Fraktion er von 1950 bis 1952 führte.
Er gehörte dem Deutschen Bundestag seit dem 1. Januar 1952, als er für Johannes Degener nachrückte, bis 1980 an. Er wurde in allen Wahlperioden über die bremische Landesliste der CDU ins Parlament gewählt. 1957 bis 1965 war er Stellvertretender Vorsitzender des Bundestagsausschusses für Verkehr, Post- und Fernmeldewesen, 1965 bis 1969 des Verkehrsausschusses. Vom 13. Juni 1967 bis 1969 war er Stellvertretender Vorsitzender der CDU/CSU-Bundestagsfraktion und von 1969 bis 1976 Vorsitzender des Arbeitskreises Wirtschaft und Ernährung der Unionsfraktion.
Vom 27. Februar 1958 bis zum 21. Dezember 1965 und vom 19. Januar 1977 bis 1984 gehörte er zudem dem Europaparlament an.

### Weitere Ämter
Von 1971 bis 1984 war Müller-Hermann Präsident der Bundesvereinigung des Kraftfahrzeughandels und Sprecher der Interessengemeinschaft des Kfz-Handwerks. Er leitete 1964 bis 1985 die Gesellschaft zum Studium strukturpolitischer Fragen in Bonn. Für den Senat der Freien Hansestadt Bremen war er 1984/85 Berater in Europaangelegenheiten.

## Ehrungen
- 1968: Verdienstkreuz 1. Klasse der Bundesrepublik Deutschland
- 1973: Großes Verdienstkreuz der Bundesrepublik Deutschland[1]
- 1983: Großes Verdienstkreuz mit Stern der Bundesrepublik Deutschland

## Veröffentlichungen
- Politik der Bewährung im Wandel. Kohlhammer, Stuttgart 1985, ISBN 3-17-008862-9.
- Aufzeichnungen und Erinnerungen. In: Abgeordnete des Deutschen Bundestages, Aufzeichnungen und Erinnerungen. Band 6, Boppard am Rhein 1989, ISBN 3-7646-1890-6, S. 233–419.
- Königsberg / Kaliningrad unter europäischen Perspektiven. Hausschild, Bremen 1994, ISBN 3-929902-51-6.